# Caririaçu (gemeente)
Caririaçu is een gemeente in de Braziliaanse deelstaat Ceará. De gemeente telt 27.380 inwoners (schatting 2009).
De gemeente grenst aan Granjeiro, Várzea Alegre, Farias Brito, Crato, Juazeiro do Norte, Missão Velha, Lavras da Mangabeira en Aurora.